# اوولد هاندرید (کارولینای شمالی)
اوولد هاندرید (به انگلیسی: Old Hundred) شهری در ایالت کارولینای شمالی کشور ایالات متحده آمریکا است که جمعیت آن در سرشماری سال ۲۰۱۰ میلادی، ۲۸۷ نفر بوده‌است.